# Piper Laurie
Piper Laurie (Detroit, Michigan, 22 januari 1932 – Los Angeles, 14 oktober 2023) was een Amerikaanse actrice.

## Leven en werk

### Afkomst
Laurie werd geboren als Rosetta Jacobs in een Joodse familie. Haar grootouders waren Joodse immigranten uit Polen en Rusland. 

### Begin filmcarrière op jeugdige leeftijd
Het gezin verhuisde naar Los Angeles in 1938. Op haar zeventiende, in 1949, tekende Rosetta een contract met Universal Studios en nam het pseudoniem Piper Laurie aan. Daar kwam ze terecht na een aantal dates te hebben gehad met Ronald Reagan voordat die met Nancy trouwde. Het was trouwens in de rol van de dochter van Reagan dat Laurie als 18-jarige haar filmdebuut maakte in de komedie Louisa (1950). Ze verscheen daarna vooral in komische films, avonturenfilms en westerns, en dit meermaals aan de zijde van onder meer Tony Curtis (4 films), Rock Hudson (2) en Donald O'Connor (2). Ze deelde de hoofdrol ook met Tyrone Power, Van Johnson, Dana Andrews, Victor Mature en Paul Newman.

### New York
Toen Laurie in 1955 niet tevreden meer was met het werk dat ze aangeboden kreeg in Hollywood, verhuisde ze naar New York om daar acteerlessen te volgen en werk te vinden in de televisie- en toneelwereld. Zo presenteerde ze er livetelevisie, waar ze te zien was in shows als Twelfth Night en Days of Wine and Roses. 

### New York-Hollywood en terug
In 1961 werd Laurie naar Hollywood teruggelokt met het aanbod de affiche (voor de tweede keer) te delen met Paul Newman in The Hustler. Dit drama groeide uit tot een commercieel en een kritisch succes en werd veelvuldig gelauwerd. Laurie werd genomineerd voor de Oscar voor beste vrouwelijke hoofdrol. Desondanks werden haar amper nieuwe belangrijke rollen aangeboden. Daarop ruilde ze Hollywood voor de tweede keer voor New York.  

### Enkele latere successen
In 1982, na haar scheiding, keerde Laurie definitief terug naar Hollywood om haar film- en televisiecarrière nieuw leven in te blazen, wat haar aardig lukte. Zo was ze onder meer te zien in de horrorfilm Carrie (1976) als de conservatieve godsdienstwaanzinnige moeder van het hoofdpersonage Carrie (Sissy Spacek). Later vertolkte ze in het drama Children of a Lesser God (1986) de moeder van het hoofdpersonage, een dove jonge vrouw (Marlee Matlin). In de culttelevisieserie Twin Peaks (1990-1991) gaf ze gestalte aan een sluwe narcistische bedriegster.

### Privéleven
In 1961 ontmoette Laurie haar man, de schrijver en filmcriticus Joe Morgenstern, toen hij haar interviewde ter promotie van The Hustler. Ze trouwden een klein jaar later. In 1971 adopteerden ze een dochter, Anne Grace Morgenstern. In 1982  scheidde het koppel.
Laurie overleed op 14 oktober 2023 op 91-jarige leeftijd.

## Filmografie

### Film (ruime selectie)
- 1950 - Louisa (Alexander Hall)
- 1950 - The Milkman (Charles Barton)
- 1951 - Francis Goes to the Races (Arthur Lubin)
- 1951 - The Prince Who Was a Thief (Rudolph Maté)
- 1952 - No Room for the Groom (Douglas Sirk)
- 1952 - Has Anybody Seen My Gal? (Douglas Sirk)
- 1952 - Son of Ali Baba (Kurt Neumann)
- 1953 - The Mississippi Gambler (Rudolph Maté)
- 1953 - The Golden Blade (Nathan Juran)
- 1957 - Kelly and Me (Robert Z. Leonard)
- 1957 - Until They Sail (Robert Wise)
- 1961 - The Hustler (Robert Rossen)
- 1976 - Carrie (Brian De Palma)
- 1977 - Ruby (Curtis Harrington)
- 1979 - Tim (Michael Pate)
- 1985 - Return to Oz (Walter Murch)
- 1986 - Children of a Lesser God (Randa Haines)
- 1988 - Appointment with Death (Michael Winner)
- 1991 - Other People's Money (Norman Jewison)
- 1992 - Storyville (Mark Frost)
- 1992 - Twin Peaks: Fire Walk With Me (David Lynch) (haar scènes kwamen niet voor in de uiteindelijke film)
- 1992 - Rich in Love (Bruce Beresford)
- 1993 - Wrestling Ernest Hemingway (Randa Haines)
- 1993 - Trauma (Dario Argento)
- 1995 - The Grass Harp (Charles Matthau)
- 1995 - The Crossing Guard (Sean Penn)
- 1998 - The Faculty (Robert Rodriguez)
- 2006 - The Dead Girl (Karen Moncrieff)
- 2007 - Hounddog (Deborah Kampmeier)
- 2009 - Saving Grace B. Jones (Connie Stevens)
- 2018 - Snapshots (Melanie Mayron)
- 2018 - White Boy Rick (Yann Demange)

### Televisie (beperkte selectie)
- 1958 - Days of Wine and Roses (film) (John Frankenheimer)
- 1981 - The Bunker (film)
- 1983 - The Thorn Birds (miniserie) (Daryl Duke)
- 1986 - Promise (film)
- 1990-1991 - Twin Peaks (serie) (David Lynch)
- 1995 - Fighting for My Daughter
- 2000 - Dario Argento: An Eye for Horror (documentaire)

## Prijzen en nominaties

### Prijzen
- 1987 - ¨Promise: Primetime Emmy Award voor beste vrouwelijke bijrol in a Limited or Anthology Series or Movie
- 1991 - Twin Peaks: Golden Globe voor Beste vrouwelijke bijrol in een serie, miniserie of televisiefilm

### Nominaties
- 1962 - The Hustler: Oscar voor beste vrouwelijke hoofdrol en BAFTA Award voor beste buitenlandse actrice
- 1977 - Carrie: Oscar voor beste vrouwelijke bijrol
- 1984 - The Thorn Birds: Golden Globe voor Beste vrouwelijke bijrol in een serie, miniserie of televisiefilm
- 1987 - Promise: Golden Globe voor Beste vrouwelijke bijrol in een serie, miniserie of televisiefilm
- 1987 - Children of a Lesser God: Oscar voor beste vrouwelijke bijrol

## Publicatie
- Piper Laurie,  Learning to Live Out Loud (autobiografie), 2011